# Kristof Van Malderen
Kristof Van Malderen (Bonheiden, 30 mei 1983) is een Belgische gewezen middellangeafstandsloper, die gespecialiseerd was in de 1500 m. Hij werd meervoudig Belgisch kampioen in deze discipline. Ook vertegenwoordigde hij zijn land verschillende malen op een grote internationale wedstrijd.

## Loopbaan
Zijn eerste succes bij de senioren boekte Van Malderen in 2009 met het winnen van de nationale titel op de 1500 m. Een jaar later prolongeerde hij deze titel om er twee jaar nadien, in 2012, een derde aan toe te voegen.
Hij nam deel aan de wereldkampioenschappen in 2009, Europese kampioenschappen in 2010 en Europese indoorkampioenschappen in 2011, maar overleefde bij al deze wedstrijden de series niet.
Van Malderen was aangesloten bij Vilvoorde AC en het Nederlandse Team Distance Runners. In juli 2012, na het missen van de Olympische Spelen in Londen, brak hij met Team Distance Runners. Na een break van een half jaar kondigde hij in maart 2013 aan definitief te stoppen met atletiek.

## Belgische kampioenschappen
Outdoor
| Onderdeel | Jaar             |
| --------- | ---------------- |
| 1500 m    | 2009, 2010, 2012 |

Indoor
| Onderdeel | Jaar |
| --------- | ---- |
| 1500 m    | 2011 |

## Persoonlijke records
Outdoor
| Onderdeel | Prestatie | Datum         | Plaats         |
| --------- | --------- | ------------- | -------------- |
| 1500 m    | 3.37,13   | 10 juli 2010  | Heusden-Zolder |
| 5000 m    | 13.58,65  | 26 maart 2010 | Stanford (USA) |

Indoor
| Onderdeel | Prestatie | Datum           | Plaats     |
| --------- | --------- | --------------- | ---------- |
| 1000 m    | 2.20,83   | 5 februari 2011 | Mondeville |
| 1500 m    | 3.39,03   | 8 februari 2011 | Liévin     |

## Palmares

### 1500 m
- 2009:  BK AC - 3.43,46
- 2009: 7e in series WK - 3.46,03
- 2010:  BK AC - 3.40,76
- 2010: 12e Memorial Van Damme - 3.37,36
- 2010: 7e in series EK - 3.42,80
- 2011: 8e in series EK indoor - 3.49,85
- 2011:  BK AC indoor - 3.42,99
- 2012:  BK AC indoor - 3.54,07
- 2012:  BK AC - 3.45,67

### 5000 m
- 2005: 10e EK U23 - 14.27,42
- 2006: 4e BK AC - 14.28,11
- 2006: 24e KBC Nacht - 14.03,78

### 10 km
- 2017:  Alkmaar City Run by Night - 33.15

### 12 km
- 2008:  Zandvoort Circuit Run - 38.23